# Comuna de Rzeczniów
Rzeczniów (polaco: Gmina Rzeczniów) é uma gminy (comuna) na Polónia, na voivodia de Mazóvia e no condado de Lipski. A sede do condado é a cidade de Rzeczniów.
De acordo com os censos de 2004, a comuna tem 4791 habitantes, com uma densidade 46,2 hab/km².

## Área
Estende-se por uma área de 103,69 km², incluindo:
- área agricola: 80%
- área florestal: 15%

## Demografia
Dados de 30 de Junho 2004:
|                      | Total   | Total | Mulheres | Mulheres | Homens  | Homens |
| -------------------- | ------- | ----- | -------- | -------- | ------- | ------ |
|                      | pessoas | %     | pessoas  | %        | pessoas | %      |
| População            | 4791    | 100   | 2407     | 50,2     | 2384    | 49,8   |
| Densidade (pop./km²) | 46,2    | 100   | 23,2     | 23,2     | 23      | 23     |

De acordo com dados de 2002, o rendimento médio per capita ascendia a 1245,44 zł.

## Subdivisões
- Ciecierówka, Dubrawa, Grabowiec, Grechów, Jelanka, Kotłowacz, Marianów, Michałów, Osinki, Pasztowa Wola, Pasztowa Wola-Kolonia, Pawliczka, Płósy, Podkońce, Rzechów-Kolonia, Rzeczniów, Rzeczniów-Kolonia, Rzeczniówek, Rybiczyzna, Stary Rzechów, Wincentów, Wólka Modrzejowa, Wólka Modrzejowa-Kolonia, Zawały.

## Comunas vizinhas
- Brody, Ciepielów, Iłża, Sienno